# Penrose-Treppe

Linke Teiltreppe
Rechte Teiltreppe

Penrose-Treppe

Die Penrose-Treppe, auch die unmögliche Treppe genannt, ist eine sogenannte unmögliche Figur, die von dem britischen Mathematiker Lionel Penrose und seinem Sohn Roger Penrose im Jahre 1958 entdeckt und veröffentlicht wurde. Es ist eine Variation des Penrose-Dreiecks und ist eine zweidimensionale Darstellung einer dreidimensionalen Treppe mit geschlossenem Innenraum, die in sich selbst zurückläuft, so dass eine Illusion erzeugt wird, dass sie unendlich hinauf bzw. hinunter führt. Damit ist sie physikalisch unmöglich und nur eine optische Täuschung.
Bei geeigneter Trennung der Treppe entstehen jedoch einzeln real wahrnehmbare Teile, wie ein Vergleich der Bilder zeigt.
In dem Artikel Impossible objects: A special type of visual illusion von 1958 fand man erstmals Abbildungen dieser Treppe und auch anderer unmöglicher Figuren, z. B. des Penrose-Dreiecks. Eine von Roger Penrose an den niederländischen Grafiker M. C. Escher geschickte Kopie des Artikels inspirierte diesen dazu, mehrere perspektivische Holzschnitte mit unmöglichen Objekten anzufertigen, wie Treppauf Treppab.

## Rezeption
- In dem Film Inception (2010) sieht man einige Protagonisten auf einer Penrose-Treppe laufen.